# بهمن (ایجرود)
بهمن، روستایی از توابع بخش حلب شهرستان ایجرود در استان زنجان ایران است. همن، روستایی از توابع بخش حلب شهرستان ایجرود در استان زنجان ایران است. روستای بهمن، از توابع بخش حلب شهرستان ایجرود در استان زنجان ایران است. اهالی این روستا به جهانشاهلو معروف هستند. از بزرگان این روستا سرتيپ محمدباقرخان سركرده ايل افشار كه خواهر زاده خازن الدوله همسر فتحعلي شاه قاجاربود ،سرهنگ آتا خان محمد تقي خان سركرده سواره افشار ،سرتيپ محمدهاشم خان جهانشاهلوپسر عمه اميرجهانشاه خان افشار،نصرت الله جهانشاهلو معاون اول نخست وزير پيشكاري ،قاسم خان جهانشاهلو تاريخ نويس و كاتب كتاب تاريخ افشاريه ، اکبر جهانشاهلو پدر علم گیاهی و طب سنتی و یکی از معروفترن و سرشناسترین اهالی این منطقه اشاره کرد و همچنین مرحوم محمدآقاجهانشاهلو کد خدای روستای بهمن،  نصیرخان جهانشاهلو  اشاره کرد اکنون دومین پسراکبر جهانشاهلو به نام حاج ولی اله جهانشاهلو ادامه دهنده راه پدر در علم گیاهی و طب سنتی بود که در سن هفتاد سالگی در پنجم آبانماه سال یکهزار و سیصد و نود و نه به دیار باقی شتافت. روستای بهمن با قدمت ۳۵۰ میلادی یکی از قدیمیترین روستاهای استان زنجان می‌باشد، معروفترین و باهوش‌ترین شاهی که در این سرزمین حکومت می‌کرد جهانشاه خان افشارکرفسی (امیر افشار)بود.
آب گرم درمانی به نام قوتور سویی یا همان آب اندک به علت داشتن گوگرد زیاد یکی از پرخواص‌ترین آب درمانی‌های منطقه مییاشد که به علت کم مهری مسئولین در حال تخریب می‌باشد و از جاذبه‌های گردشگری این روستا می‌توان به قله ای به نام قوش قیه سی یا به زبان فارسی لانه پرندگان (که عسل فراوانی نیز در آنجا وجود دارد که بدلیل سعب العبور بودن دست کمتر کسی به آن رسیده است.
ساری داش یا سر ایوان اشاره کرد که امکان دسترسی و سعب العبور بودن آن این مکان زیبا را به صورت بکر باقی گذاشته است بهمن روستایی متفاوت با اهالی خون گرم و مهمان نواز .

## جمعیت
این روستا در دهستان ایجرود پایین قرار دارد و براساس سرشماری مرکز آمار ایران در سال ۱۳۸۵، جمعیت آن ۱۲۸ نفر (۳۳خانوار) بوده‌است.